# Adolf Marschall von Bieberstein (Politiker, 1806)
Adolf Ludwig Freiherr Marschall von Bieberstein (* 10. März 1806 in Karlsruhe; † 11. September 1891 in Unteribental) war ein badischer Politiker und Diplomat.

## Herkunft
Adolf Marschall von Bieberstein entstammte dem meißnischen Geschlecht Marschall von Bieberstein.
Marschall von Bieberstein war ein Sohn des späteren badischen Staatsministers Karl Wilhelm Marschall von Bieberstein (1773–1817) und seiner Frau Wilhelmine geborene von Reck (1782–1856). Der ältere Bruder August Friedrich (1804–1888) war langjähriger Gesandter des Großherzogtums Baden beim Bundestag in Frankfurt am Main.

## Leben
Von 1813 bis 1817 während der Zeit der Gesandtschaft seines Vaters am württembergischen Hof besuchte Marschall das Lyzeum in Stuttgart, von 1817 bis 1824 das Lyzeum in Karlsruhe. Mit seinem älteren Bruder immatrikulierte er sich am 4. Mai 1824 an der Georg-August-Universität Göttingen für Staats- und Finanzwissenschaften. Wie sein Bruder wurde er im Corps Bado-Württembergia aktiv. Mit ihm wechselte er am 5. Mai 1825 an die Ruprecht-Karls-Universität Heidelberg. 1828 trat er nach bestandener Prüfung als Kameralpraktikant bei der Domänenverwaltung in Freiburg in den badischen Staatsdienst. Bald wechselte er ins Finanzministerium nach Karlsruhe und trat 1833 als Assessor ins Ministerium des Innern. Hier diente er als Sekretär des Ministers Ludwig Georg Winter. 1837 erfolgte die Ernennung Marschalls zum Ministerialrat und es wurden ihm die Vorarbeiten des Gesetzesentwurfs zum Bau einer Eisenbahn von Mannheim nach Basel übertragen. Die Ständeversammlung trat zu diesem Zweck vom 12. Februar bis zum 26. März 1838 zu einem ersten außerordentlichen Landtag mit vier Sitzungen der Ersten Kammer und 10 Sitzungen der Zweiten Kammer zusammen, bei der Marschall von Bieberstein als Regierungskommissär fungierte. Dieser außerordentliche Landtag ging auch als sogenannter „Eisenbahnlandtag“ in die Geschichte ein. Im Jahre 1844 wurde Marschall zum Direktor der Oberdirektion des Wasser- und Straßenbaus ernannt und blieb dies bis zur Zuspitzung der Badischen Revolution im Frühjahr 1849. Während der Landtagsperiode von 1847 bis 1849 vertrat Marschall zudem die Albert-Ludwigs-Universität Freiburg in der Ersten Kammer. Um sich dem Zugriff der Revolutionäre zu entziehen, begab sich Marschall mit seiner Familie bereits im April 1849 nach Lauterburg im Elsass. Im Juni 1849 ernannte ihn Großherzog Leopold im Exil in Mainz zum Leiter des Ministeriums des Innern und zum Staatsrat in der neu gebildeten badischen Regierung Klüber. Nach der Niederwerfung der badischen Revolution durch die Intervention der Deutschen Bundesfürsten unter Führung Preußens kehrte Marschall im August 1849 nach Karlsruhe zurück. Im Juni 1853 trat er von der Leitung des Innenministeriums zurück, nachdem es innerhalb der Regierung Rüdt zu Meinungsverschiedenheiten im Konflikt des sich anbahnenden Badischen Kulturkampfs mit dem Erzbistum Freiburg kam. Nach einem einstweiligen Ruhestand ging Marschall 1856 als badischer Gesandter an den Hof des Königs von Preußen nach Berlin. Dort führte er die Verhandlungen im Vorfeld der Hochzeit von Großherzog Friedrich von Baden mit Prinzessin Luise von Preußen. Während seiner Zeit in Berlin knüpfte Marschall engere Kontakte zu einigen herausragenden Persönlichkeiten des wissenschaftlichen Lebens wie etwa Alexander von Humboldt, August Boeckh und Alexander Braun. Neben Preußen war Marschall auch noch an den Höfen der Könige von Sachsen und Hannover als Gesandter akkreditiert. In Dresden gelang es ihm, die persönliche Freundschaft des Königs Johann von Sachsen zu erlangen. 1863 reiste Marschall zur Hochzeit des Prinzen Wilhelm von Baden mit der Prinzessin Maria Maximilianowna von Leuchtenberg nach St. Petersburg.  Im Mai 1864 trat Marschall mit Verleihung des Titels Wirklicher Geheimer Rat in den von ihm erbetenen Ruhestand. Als Beweggrund für diesen frühzeitigen Ruhestand gelten die Differenzen, die Marschall und der damalige badische Außenminister Franz von Roggenbach in wichtigen politischen Fragen hatten. Während Roggenbach die Einheit Deutschlands unter Führung eines militärisch starken Preußens anstrebte und ein strenger Gegner des Ultramontanismus war, wollte Marschall diese Politik der gewalttätigen Konfrontation nicht länger mittragen.

## Privatleben
Adolf Ludwig Freiherr Marschall von Bieberstein gehörte der evangelischen Kirche an. Im Jahre 1846 heiratete er seine Cousine Marie (1819–1904), die Tochter des bereits 1834 verstorbenen nassauischen Staatsministers Ernst Franz Ludwig Marschall von Bieberstein. Aus der Ehe gingen zwei Söhne und eine Tochter hervor, darunter der Sohn Adolf (1848–1920), welcher von 1905 bis 1911 badischer Außenminister wurde. Nach seiner Pensionierung im Jahre 1864 nahm Marschall seinen Hauptwohnsitz in Freiburg, wo auch die Familie seines älteren Bruders August lebte.

## Veröffentlichungen
- Eheschließung und Unterstützungswohnsitz, Flugschrift erschienen bei Herder in Freiburg
- Wohltätigkeit und Armengesetzgebung, Flugschrift erschienen bei Herder in Freiburg
- Religiöse Weltanschauungen eines hochbetagten Laien, H. Reuther, Berlin 1883